# Фридерицианское рококо
Фридерицианское рококо, фридерианское рококо, фридриховское рококо (нем. Friderizianisches Rokoko) — историко-региональный художественный стиль, разновидность рококо, возникший в Пруссии в середине XVIII века, в годы правления Фридриха II Великого (1740—1786).
Этот стиль формировался и развивался при прусском королевском дворе, главным образом в Потсдаме (пригороде Берлина) под воздействием французского искусства. Фридрих был не только воинственным правителем, но также поклонником Франции. Фридрих был покровителем наук и искусств. В 1742 году он учредил Королевскую оперу, для которой архитектор Г. В. фон Кнобельсдорф построил специальное здание. Премьерная постановка оперы «Клеопатра и Цезарь» К. Г. Грауна состоялась ещё в недостроенном здании Королевской оперы 7 декабря 1742 года. Фридриха считали философом и лучшим флейтистом Пруссии. Он и сам сочинял музыку (около ста сонат, четыре симфонии и концерты). Сочинения Фридриха II до настоящего времени входят в репертуар флейтистов.
В 1747 году прусский король пригласил к себе в Потсдам Иоганна Себастьяна Баха. После встречи с королём и совместных музыкальных импровизаций Бах, вернувшись в Лейпциг, написал оркестровую сюиту «Музыкальное приношение» и отослал партитуру королю в подарок. При дворе Фридриха жили и работали многие немецкие композиторы и исполнители. Для королевской капеллы приобретали инструменты лучших итальянских мастеров Амати и Страдивари.
Резиденцию в Потсдаме, в живописной местности среди лесов и озёр, к западу от Берлина, начал строить прусский король Фридрих Вильгельм I (1713—1740). При Фридрихе II на окраине Потсдама создали дворец и регулярный парк с французским названием Сан-Суси́ (фр. sans souci — без забот). Дворец возведён в 1745—1747 годах по проекту самого короля архитектором Кнобельсдорфом. Это творение сразу же прозвали «Прусским Версалем».
Одноэтажный дворец вытянут по горизонтали наподобие версальского. Он расположен на вершине холма, на склоне которого устроены ступенчатые террасы с застеклёнными оранжереями, что придаёт небольшому зданию своеобразную монументальность. В центре находится Мраморный зал, выступающий на фасаде полукружием, увенчанным куполом. Антаблемент фасада поддерживают 36 герм — атлантов и кариатид, что придаёт зданию несколько барочный характер.
Регулярный парк — произведение садового мастера П. Й. Ленне, обучавшегося ландшафтной архитектуре в Париже. Оригинальность композиции придают лестница к фасаду дворца, фонтаны и статуи. У основания холма, в партере в 1745 году был заложен декоративный сад, центр которого в 1748 году занял «Большой фонтан». С 1750 года чашу фонтана окружают мраморные статуи Венеры, Меркурия, Аполлона, Дианы, Юноны, Юпитера, Марса и Минервы, а также аллегории четырёх стихий: огня, воды, воздуха и земли. Венера и Меркурий работы скульптора Жана-Батиста Пигаля и две скульптурные группы на темы охоты, аллегории воздуха и воды работы Ламбера-Сигисбера Адама были подарены французским королём Людовиком XV. Остальные скульптуры выполнены в мастерской Франсуа-Гаспара Адама, руководившего французским скульптурным ателье в Берлине, основанным Фридрихом Великим. Дополнения в так называемую «французскую рондель» вносились до 1764 года.
В оформлении интерьеров Концертного зала, Малой галереи, Янтарной комнаты господствует стиль рококо. Влияние французской эстетики было определяющим. Однако в отличие от стиля французского рокайля в интерьерах Сан-Суси заметно воздействие несколько тяжеловесного немецкого барокко. Пышный декор, который применил Кнобельсдорф в фасаде большого дворца, в Гроте Нептуна (1751—1757) и Новом корпусе (1747), роднит стиль Сан-Суси с постройками в Дрездене, в частности в Цвингере. Так, довольно необычным образом, в середине XVIII столетия взаимодействовали французский и саксонский стили на северной прусской земле. Французские рокайли соседствуют здесь с барочными картушами и тяжёлыми лепными гирляндами. Скульптурное оформление ансамбля создавали Ф. Х. Глуме, Й. П. Бенкерт, французский скульптор Ж.-П. Тассар. В отделке внутренних помещений принимали участие скульптор Й. А. Наль, декораторы-мебельщики братья Иоганн Михаэль и Иоганн Кристиан Хоппенхаупт, швейцарский мастер, краснодеревщик и бронзовщик, виртуоз рокайля И. М. Камбли.
Необычным сооружением в южной части парка является «Китайский чайный домик» — постройка И. Г. Бюринга, отражение увлечения «китайщиной», или стилем шинуазри.
После кончины Кнобельсдорфа, с 1765 года строительство в Сан-Суси продолжали К. Ф. фон Гонтард и Ф. В. фон Эрдмансдорф.
В Картинной галерее парка хранятся произведения Тинторетто, Караваджо, П. Рубенса, А. Ван Дейка. Наиболее известным живописцем стиля фридерианского рококо был Антуан Пэн, француз, последователь А. Ватто.
С 1711 года А. Пэн работал в Берлине, при дворе Фридриха I, в 1722 году возглавил Берлинскую академию художеств. Значительную роль в распространении эстетики фридерицианского рококо сыграли принцесса Вильгельмина Прусская, сестра короля Фридриха II, а также фаворитка Фридриха II — графиня Вильгельмина фон Лихтенау, известная под прозваниями «германская Дюбарри» и «прусская Помпадур».
С годами правления Фридриха II связаны перестройки дворца Шарлоттенбург в Берлине, Рейнсбергского дворца и Городской дворца в Потсдаме. В последние годы правления Фридриха Великого стиль фридерицианского рококо в архитектуре эволюционировал в сторону общеевропейского неоклассицизма.
- Дворец Сан-Суси в Потсдаме. 1745—1747
- Музыкальная комната во дворце Сан-Суси
- Яшмовый зал Новых покоев в парке Сан-Суси
- Китайский чайный домик в парке Сан-Суси
- Дворец Шарлоттенбург в Берлине
- Зал в «Крыле Кнобельсдорфа» в Шарлоттенбургском дворце
- Потсдамский городской дворец, Мраморный зал
- Новый дворец в Потсдаме. 1763—1769
- Мраморная галерея в Новом дворце
- Нижний концертный зал в Новом дворце
- Рейнсбергский дворец. 1740
- Берлинская государственная опера Унтер ден Линден. 1742
- Жандарменмаркт в Берлине: слева - Немецкий собор, посередине - берлинский Концертхаус, справа - Французский собор.
- Старая ратуша в Потсдаме. 1753—1755
- Бранденбургские ворота в Потсдаме. 1770